# Dorothea Fischer-Nosbisch
Dorothea Fischer-Nosbisch (* 16. April 1921 in Bad Kreuznach; † 29. April 2009 in Darmstadt) war eine deutsche Grafikerin, Grafikdesignerin, Plakatgestalterin und Briefmarkenkünstlerin.

## Leben
1937 begann sie ihr Studium an der Städelschule in Frankfurt am Main. Dort lernte sie ihren späteren Mann Fritz Fischer (1919–1997) kennen, mit dem sie nach dem Krieg 1945 eine Ateliergemeinschaft gründete und insbesondere für den Filmverleiher Atlas Film arbeiteten. 
Zu ihren bekanntesten Arbeiten zählen Plakate für die Kinofilme Das Schweigen (1964), Der blaue Engel (1964), 12 Uhr mittags (1959), Lieber John (1965) und Das verflixte 7. Jahr (1966). Sie entwickelten und realisierten neuartige Konzepte der Filmvermarktung in Zusammenarbeit mit befreundeten Gestaltern wie Heinz Edelmann, Karl Oskar Blase, Bele Bachem, Isolde Monson-Baumgart und Jan Lenica. 1964 wurden die Plakate als eines der 100 besten Plakate ausgezeichnet.
Dorothea Fischer-Nosbisch gehörte 1958 zu den Gründungsmitgliedern Designgruppe novum. 1967 trennte sie sich beruflich und privat von Fritz Fischer. Danach gestaltete sie mehrere Briefmarken für die Deutsche Bundespost (1976, 1984 und 1991). Sie war als Kunsterzieherin in Frankfurt sowie als freischaffende Künstlerin tätig.

## Zitat
Dorothea Fischer-Nosbisch erzählt im Buch FilmKunstGrafik ausführlich über ihre Arbeit an den Plakaten für Atlas Film. Über das Plakat Der blaue Engel berichtete sie 2007: „Bei Der blaue Engel entstand der Entwurf nach einigen Dutzend Vorzeichnungen in einer Nacht. Für mich war es eine kurze Arbeitszeit, die dem Termindruck geschuldet war. Freunde erzählten, dass Busen, Hals und Kopf der Dietrich eine schöne phallische Symbolik ausstrahlen würden. Dieser Umstand ist sozusagen unbewusst ins Bild gerutscht, hat aber zum Erfolg des Plakats beigetragen.“